# Callygris basistrigaria
Callygris basistrigaria là một loài bướm đêm trong họ Geometridae.